# Shingletown (Kalifornija)
Shingletown je naseljeno područje za statističke svrhe u američkoj saveznoj državi Kalifornija. Prema popisu stanovništva iz 2010. u njemu je živjelo 2.283 stanovnika.